# Feshār Rūd
Feshār Rūd (persiska: Fashārūd, فشار رود, فشارود) är en ort i Iran.   Den ligger i provinsen Markazi, i den centrala delen av landet, 250 km söder om huvudstaden Teheran. Feshār Rūd ligger 1 680 meter över havet och antalet invånare är 121.
Terrängen runt Feshār Rūd är kuperad åt sydost, men åt nordväst är den platt. Feshār Rūd ligger nere i en dal.Runt Feshār Rūd är det ganska tätbefolkat, med 56 invånare per kvadratkilometer. Närmaste större samhälle är Jalmājerd, 4,6 km öster om Feshār Rūd. Trakten runt Feshār Rūd består i huvudsak av gräsmarker.